# يورغن ستريبل
يورغن ستريبل (بالهولندية: Jurgen Streppel)‏ مواليد (25 يونيو 1969 -هولندا)، هو لاعب كرة قدم هولندي سابق، يدرب حاليا نادي فيلم تو تيلبورغ.

## روابط خارجية
- يورغن ستريبل على موقع قاعدة بيانات كرة القدم.إي يو (الإنجليزية)

- Profile